# بکر (مینه‌سوتا)
بکر، مینه‌سوتا (به انگلیسی: Becker, Minnesota) یک شهر در ایالات متحده آمریکا است که در شهرستان شربرن، مینه‌سوتا واقع شده‌است.

## خصوصیات
بکر ۲۸٫۴۹ کیلومترمربع مساحت و ۴٬۵۳۸ نفر جمعیت دارد و ۲۹۶ متر بالاتر از سطح دریا واقع شده‌است.